# Калошичье
Кало́шичье (до начала XX века — Колошичи) — село в Брасовском районе Брянской области, в составе Дубровского сельского поселения. 
 Расположено в 10 км к востоку от села Дубровка, в 4 км к югу от посёлка Красное, в 4 км к западу от села Добрик. Население — 67 человек (2010).

## История
Упоминается в 1628 году в составе Брасовского стана Комарицкой волости, как существующее село с Георгиевской церковью (не сохранилась). С 1741 года — владение Апраксиных.
В 1778—1782 гг. входило в Луганский уезд, затем до 1929 в Севском уезде (с 1861 года — в составе Добрикской волости, с 1880-х гг. в Литовенской (Девичьевской) волости, с 1924 в Брасовской волости). В 1901 году была открыта церковно-приходская школа.
С 1929 года в Брасовском районе; до 1975 года — центр Калошичьевского сельсовета, в 1975—2005 гг. в Краснинском сельсовете.
| Годы      | 1866 | 1878 | 1897 | 1926 | 1979 | 1989 | 2002 | 2010 |
| --------- | ---- | ---- | ---- | ---- | ---- | ---- | ---- | ---- |
| Население | 418  | 503  | 773  | 1040 | 370  | 221  | 109  | 67   |